# アルコン M-1943
ハルコン M-1943（スペイン語: Halcón M-1943）またはM/943は、アルゼンチンの短機関銃。ハルコンはスペイン語で鷹を指す。

## 機構

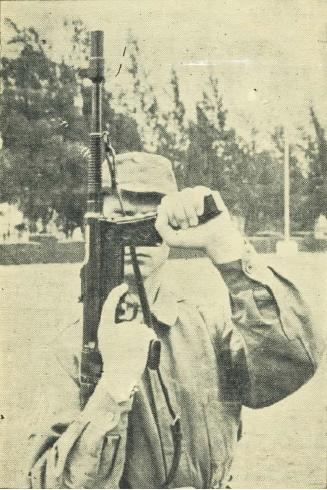
M-1946で武装した兵士

木製の銃床、多数のフィンを持つ銃身、銃口には大型のマズルブレーキが備えられている。独立したグリップは持たず、箱形弾倉は銃身の下部に取り付けられている。給弾用のレバーは左側に位置している。モードセレクターは、左側面のトリガーの上にあり、フルオートと単発を切り替えることが可能となっている。

## 派生型
折りたたみ式の銃床を持ち、ダブルアクション式のM-1946が開発され、アルゼンチン空軍に配備されている。